# Chathamské ostrovy

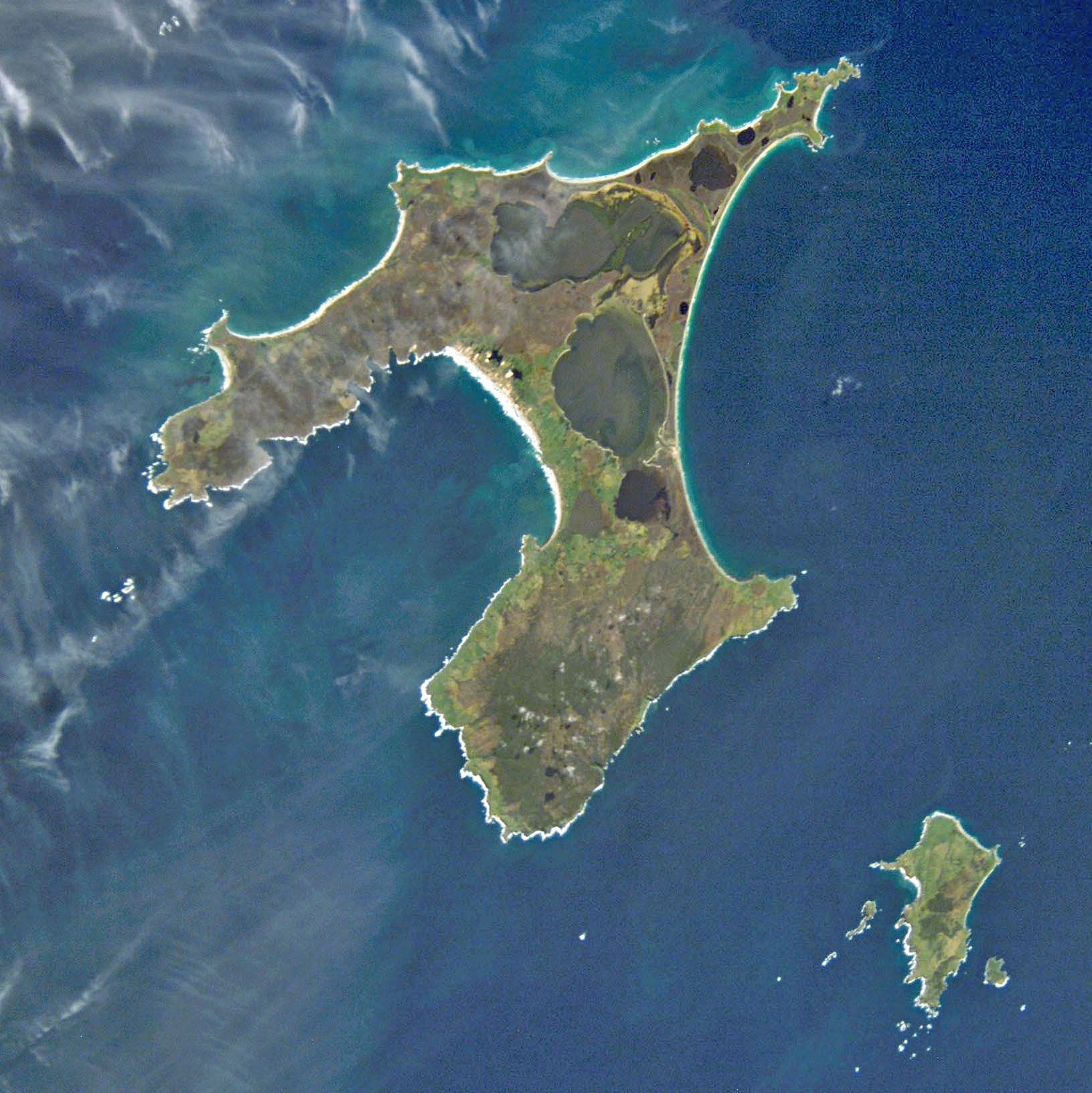
Chathamské ostrovy na satelitním snímku

Chathamské ostrovy (anglicky Chatham Islands, moriorsky Rekohu, maorsky Wharekauri) jsou souostroví, které zahrnuje 11 ostrovů v okruhu 40 km. Nachází se v jihozápadní části Tichého oceánu. Ostrovy patří od roku 1842 Novému Zélandu. K roku 2022 žilo na ostrovech zhruba 800 obyvatel.

## Historie
Prvními lidmi, kteří osídlili Chathamské ostrovy, byli Moriorové, kteří na ostrovy připluli kolem roku 1500 z Nového Zélandu. Prvním Evropanem, který na se ostrovech vylodil, byl v roce 1791 poručík William Robert Broughton s lodí Chatham, podle které je pojmenován hlavní ostrov.

## Symboly

### Vlajka
Vlajku Chathamských ostrovů tvoří světle modrý list o poměru stran 2:3, v jehož horní polovině je žlutý polokruh. Přes to je položena zelená, mapová silueta hlavního ostrova Chatham s bílou plochou.
Modrá barva vlajky symbolizuje Tichý oceán, žlutý půlkruh symbolizuje slunce a vitalitu obyvatel, zelená ostrov a jeho vegetaci a bílá plocha představuje kráter zaplněný vodou jezera Tewhanga.
Vlajka je zřejmé neoficiální, ale v roce 1992 ji uvedla Australská vexilologická společnost ve spolupráci s Australskou národní bankou na vlajkové tabuli.

## Geografie
Chathamské ostrovy jsou vulkanického původu a jejich povrch hlavně tvoří tuf a čedič. Ostrovy se nacházejí přibližně na 43° 53' j.š. a 176° 31' v.d., což je kolem 800 km východně od novozélandského města Christchurch. Jejich plocha je 966 km², většinu z toho tvoří dva hlavní ostrovy, a sice ostrov Chatham a Pittův ostrov, které jsou také jedinými obydlenými ostrovy tohoto souostroví. 
Jihovýchodní ostrov (Rangatira) je vůbec nejvzdálenějším pevninským místem na zeměkouli od Prahy.
Jména největších ostrovů jsou:
| Anglicky          | Maorsky     | Moriorsky   |
| ----------------- | ----------- | ----------- |
| Chatham Island    | Wharekauri  | Rekohu      |
| Pitt Island       | Rangiauria  | Rangiaotea  |
| South East Island | Rangatira   | Rangatira   |
| Mangere Island    | Tapuaenunku | ?           |
| Little Mangere    | Tapuenuku   | ?           |
| Star Keys         | Motuhope    | Motuhope    |
| The Sisters       | Rangitatahi | Rangitatahi |

Některé z těchto ostrovů, kdysi využívané pro zemědělství, jsou dnes chráněné jako přírodní rezervace, aby se zde uchovala unikátní a endemická fauna a flóra. Ostrovy jsou obecně kopcovité; Pittův ostrov více než Chatham, ale nejvyšší bod souostroví Maungatere Hill (294 m) se nachází na plošině u jižního konce největšího ostrova. Největší ostrov souostroví, ostrov Chatham, je místem mnoha jezer a lagun, významně největší laguna je Te Whanga Lagoon. Největší jezera na Chathamu jsou Huro a Rangitahi. Chatham má několik toků, nejvýznamnější jsou Te Awainanga a Tuku.

### Čas
Datová hranice prochází východně od souostroví, přestože se ostrovy nacházejí východně od poledníku 180°. Kvůli tomu se také přezdívají sloganem „První, kdo vidí slunce“. Oslavy přelomu tisíciletí proto v roce 2000 přinesly souostroví mezinárodní zájem.
Chathamské ostrovy používají vlastní časové pásmo CHAST (Chatham Standard Time), UTC+12.45, v období platnosti letního času pak CHADT (Chatham Daylight Time), UTC+13.45; toto časové pásmo o 45 minut předchází Novozélandskému času. Chathamské ostrovy jsou protinožci francouzského departementu Hérault (v regionu Languedoc-Roussillon).

### Podnebí

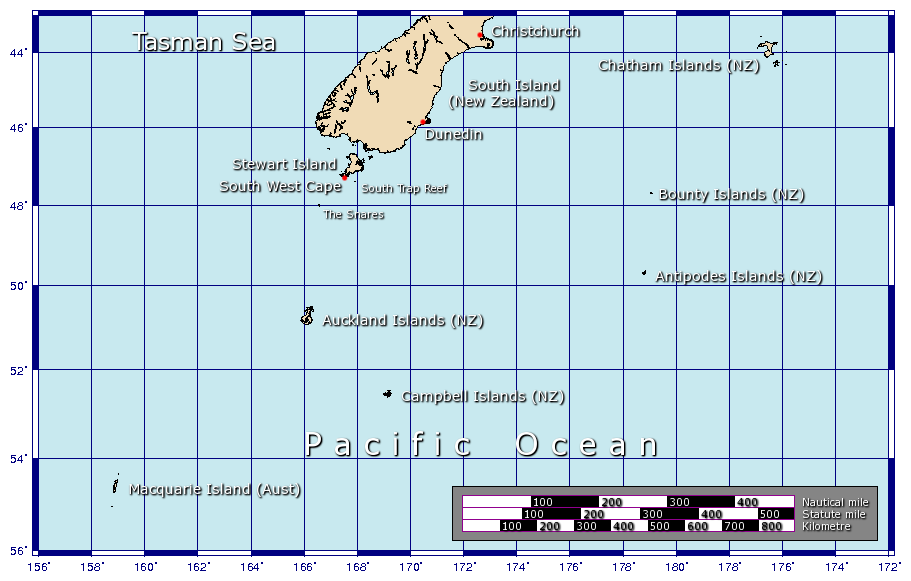
Poloha Chathamských ostrovů (vpravo nahoře na mapě)

Podnebí na Chathamských ostrovech je mírné a velmi větrné. Počasí je proměnlivé a přes den se může velmi měnit i během několika hodin. Průměrná roční teplota se pohybuje okolo +11,5 °C. V nejchladnějším měsíci červenci je průměrná denní teplota +11 °C, noční 6 °C. V nejteplejším měsíci lednu je průměrná denní teplota +18 °C, noční +12 °C. Nejníže zimní teploty klesají za jasných nocí do okolí bodu mrazu (−2 až +2), přes den obvykle stoupají až nad 10. V létě za nejteplejších dní bývá 20 až 25, v noci potom po takto teplém dni klesá teplota na 15 až 20. Průměrný roční úhrn srážek je 911 mm, z toho nejméně srážek spadne v lednu a naopak nejvíce v červnu. Vítr vane ze všech směrů, nejčastěji ze západu. Průměrná rychlost větru je celoročně stejná – přibližně 7 m/s (25 km/h). Jako nejvhodnější doba k návštěvě ostrovů je doporučováno období od jara do léta (září–březen).

### Fauna
V průběhu 21. století je v této oblasti prováděn intenzivní paleontologický výzkum. Z mnoha zajímavých fosilních objevů lze zmínit například obří vyhynulé tučňáky, žijící zde v období paleocénu, zhruba před 60 miliony let. Především malé neobydlené ostrovy v souostroví jsou známé svým bohatým ptačím životem s velkým množstvím endemických druhů ptáků. K těm patří buřňák taiko (Pterodroma magentae) a lejsčík chathamský (Petroica traversi). Lejsčík chathamský je jeden z nejvzácnějších druhů ptáků. Jejich populace z minimálního počtu sedmi exemplářů narostla do roku 2021 na 300. Buřňák taiko byl dříve také součástí moriorské kuchyně.
K dalším místním ptačím endemitům patří albatros chathamský (Thalassarche eremita), ústřičník chathamský (Haematopus chathamensis), střízlíkovec chathamský (Gerygone albofrontata), holub chathamský (Hemiphaga chathamensis), kakariki chathamský (Cyanoramphus forbesi), bekasina chathamská (Coenocorypha pusilla), kulík pobřežní (Thinornis novaeseelandiae), buřňák chathamský (Pterodroma axillaris), kormorán žlutonohý (Phalacrocorax featherstoni) a kormorán chathamský (Leucocarbo onslowi).
Některé druhy endemických ptáků však úplně vyhynuly, včetně chřástalovitých (Rallidae), havrana chathamského, chřástala Dieffenbachova (Gallirallus dieffenbachii), chřástala Hawkinsova (Diaphorapteryx hawkinsi), chřástala chathamského (Gallirallus modestus), medosavky chathamské (Anthornis melanocephala), labutě chathamské (Cygnus sumnerensis) a cistovníkovce chathamského (Bowdleria rufescens).

### Flóra
Chathamské ostrovy jsou většinou pokryty loukami nebo pastvinami, ale jsou zde i zalesněná místa. Zajímavým stromem je cypřiš velkoplodý (Cupressus macrocarpa). Na Chathamských ostrovech je mimo jiné také 29 endemických rostlin.

## Obyvatelstvo
Pouze ostrov Chatham a Pittův ostrov jsou obydleny. V roce 2022 zde celkem žilo kolem 800 obyvatel. Podle dat ze sčítání lidu z roku 2018 se 74 % se hlásí k evropskému či novozélandskému původu, 66 % k maorskému či moriorskému a 1 % k některému z tichomořských etnik. Počet obyvatel od roku 1996 do roku 2001 klesl o 1,6 %, tedy ze 729 na 717 obyvatel.
Hlavním městem je Waitangi s 200 obyvateli, který se nachází u jižního pobřeží největšího zálivu Chathamského ostrova Petre Bay. Waitangi má nemocnici s trvale bydlícím doktorem, obchodní banku, několik obchodů, strojírenství a námořní službu. Nachází se zde také molo. Ve Waitangi a ve vesnicích Te One a Kaingaroa se nacházejí základní školy, dvě z toho se nacházejí na Chathamově a jedna na Pittově ostrově. Jsou zde také rybářské vesničky Owenga a Port Hutt.

## Doprava
Návštěvníci Chathamských ostrovů obvykle dorazí letadlem Chathamské letecké společnosti Air Chatham z Christchurche, Aucklandu nebo Wellingtonu, let z Christchurche trvá kolem dvou hodin. Oproti tomu lodní doprava trvá čtyři až pět dní – cesta po moři je pro mnoho cestujících velmi dlouhá a není vždy dostupná.

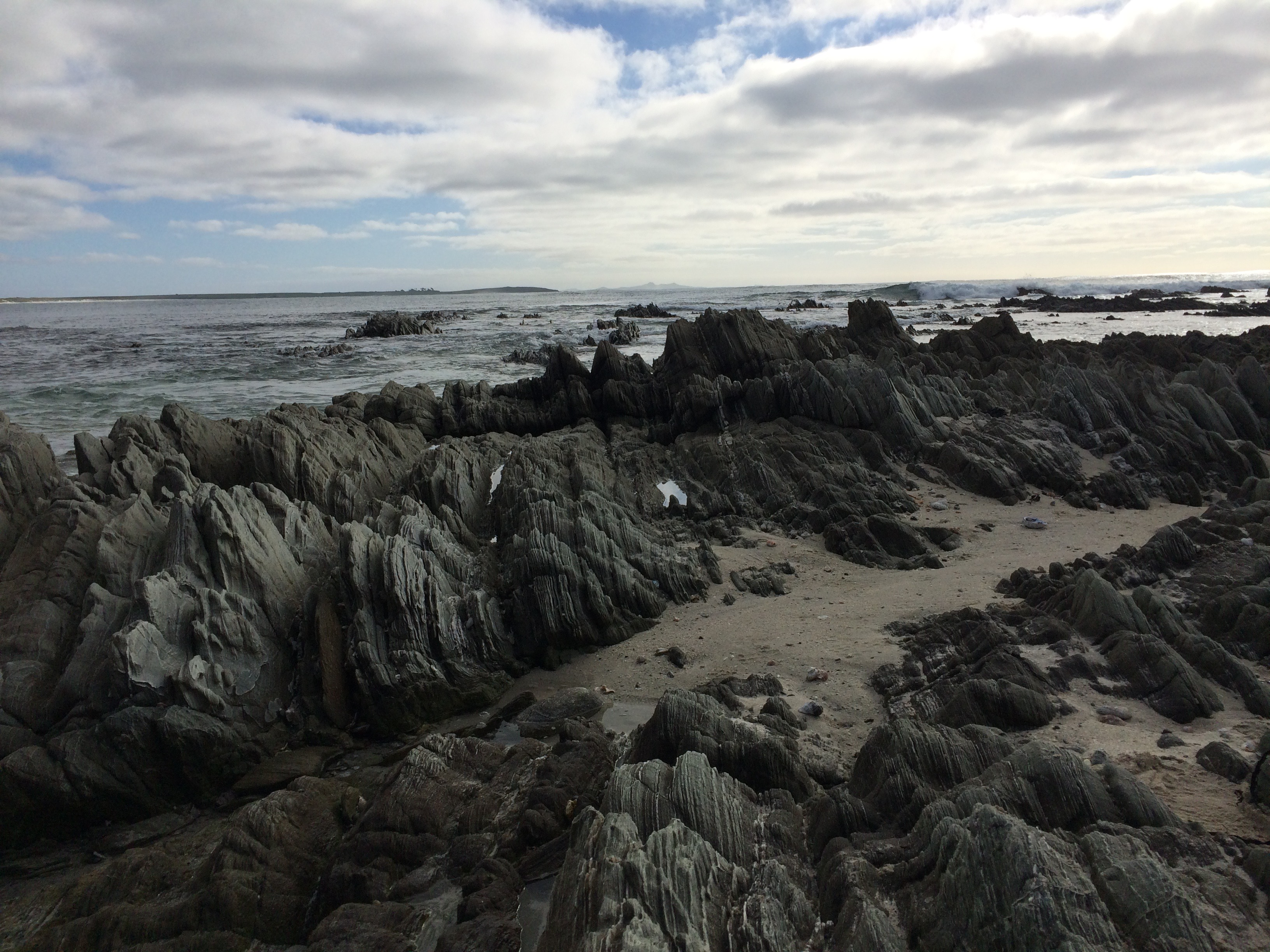
Výchozy břidlic na pláži Kaingaroa, nejstarších hornin Chathamových ostrovů

Celý region důsledně dbá na čistotu přírodního prostředí a dohlíží na to, aby na jeho území nebyly zavlečeny žádné invazivní druhy živočichů, rostlin a nebezpečných nemocí. Chathamovy ostrovy jsou bez divokých králíků, lasic, invazivních druhů vos a mravenců a bez plevelů, které se vyskytují na Novém Zélandu. Na ostrovech se nevyskytuje tuberkulóza skotu ani včelí mor, na ostrově Pitt nejsou krysy a vačice. Návštěvníci ostrovů jsou při příletu žádáni, aby si prohlédli obuv a oděv, zda s sebou nepřinášejí semena cizích rostlin, která jsou nežádoucí.
Přestože Chathamské ostrovy jsou součástí Nového Zélandu a nejsou zde pohraniční kontroly nebo celní formality při příjezdu, doporučuje se návštěvníkům, aby měli před příjezdem dohodnuté své ubytování na ostrovech. Provozovatel dopravy může odmítnout vozit cestující bez dohodnutého ubytování. Na ostrovech nefunguje veřejná doprava, o dopravu návštěvníků jsou ale schopni se postarat poskytovatelé ubytování.
Po mnoho let sloužilo ostrovům britské pomalé a hlučné letadlo Bristol Freighter, přestavěné pro převoz pasažérů. Letecká služba slouží hlavně k vývozu velmi cenných račích výrobků.
Black Robin Freighters provozuje lodní dopravu z měst Timaru a Napier.
Mezi Waitangi a Te One se nachází malá část dehtované makadamové silnice, ostatní komunikace na ostrovech jsou většinou štěrkové.